# Янбі-Їський автономний повіт
25°40′14″ пн. ш. 99°57′30″ сх. д. / 25.67067° пн. ш. 99.95823° сх. д.
Янбі-Їський автономний повіт (кит. 漾濞彝族自治县, пін. Yàngbì Yízú Zìzhìxiàn) — один із повітів КНР у складі Далі-Байської автономної префектури, провінція Юньнань. Адміністративний центр — містечко Цаньшаньсі.

## Географія
Янбі-Їський автономний повіт лежить на заході Юньнань-Гуйчжоуського плато.

### Клімат
Повіт знаходиться у зоні, котра характеризується океанічним кліматом субтропічних нагір'їв. Найтепліший місяць — червень із середньою температурою 22,1 °C. Найхолодніший місяць — січень, із середньою температурою 9,1 °С.
| Клімат повіту Янбі-Ї    | Клімат повіту Янбі-Ї | Клімат повіту Янбі-Ї | Клімат повіту Янбі-Ї | Клімат повіту Янбі-Ї | Клімат повіту Янбі-Ї | Клімат повіту Янбі-Ї | Клімат повіту Янбі-Ї | Клімат повіту Янбі-Ї | Клімат повіту Янбі-Ї | Клімат повіту Янбі-Ї | Клімат повіту Янбі-Ї | Клімат повіту Янбі-Ї | Клімат повіту Янбі-Ї |
| Показник                | Січ.                 | Лют.                 | Бер.                 | Квіт.                | Трав.                | Черв.                | Лип.                 | Серп.                | Вер.                 | Жовт.                | Лист.                | Груд.                | Рік                  |
| Середній максимум, °C   | 18,1                 | 20                   | 23,1                 | 25,7                 | 27,3                 | 27,1                 | 26,2                 | 26,6                 | 25,4                 | 23,8                 | 20,8                 | 18,2                 | 23,5                 |
| Середня температура, °C | 9,1                  | 11,1                 | 14,3                 | 17,3                 | 20,5                 | 22,1                 | 21,6                 | 21,3                 | 19,9                 | 17,4                 | 12,8                 | 9,3                  | 16,4                 |
| Середній мінімум, °C    | 2,1                  | 3,7                  | 6,8                  | 10,3                 | 14,8                 | 18,4                 | 18,6                 | 18                   | 16,6                 | 13,4                 | 7,5                  | 3,2                  | 11,1                 |
| Норма опадів, мм        | 12.2                 | 18.1                 | 22.6                 | 22.6                 | 66.1                 | 142.8                | 216                  | 208.6                | 177.8                | 106.6                | 28.2                 | 7.7                  | 1029.3               |
| Вологість повітря, %    | 65                   | 60                   | 56                   | 59                   | 64                   | 76                   | 84                   | 84                   | 85                   | 81                   | 76                   | 73                   | 71.9                 |
| ----------------------- | -------------------- | -------------------- | -------------------- | -------------------- | -------------------- | -------------------- | -------------------- | -------------------- | -------------------- | -------------------- | -------------------- | -------------------- | -------------------- |
| Джерело: data.cma.cn    |                      |                      |                      |                      |                      |                      |                      |                      |                      |                      |                      |                      |                      |